# Acmadenia tetragona
Acmadenia tetragona är en vinruteväxtart som först beskrevs av Carl von Linné d.y., och fick sitt nu gällande namn av Bartl. & Wendl. f.. Acmadenia tetragona ingår i släktet Acmadenia och familjen vinruteväxter. Inga underarter finns listade i Catalogue of Life.